# Мурау (округ)
Мурау (нім. Bezirk Murau) — округ в Австрії. Центр округу — місто Мурау. Округ входить у федеральну землю Штирія. Займає площу 1.384,58 кв. км. Населення 31472 чол. Щільність населення 23 особи/кв.

## Адміністративно-територіальний поділ
Округ поділено на 34 громади:
| - Дюрнштайн-ін-дер-Штаєрмарк - Фроях-Кач - Кракаудорф - Кракаугінтермюглен - Кракаушаттен - Кульм-ам-Цірбіц - Лассніц-бай-Мурау - Маріягоф - Мюглен - Мурау - Ноймаркт-ін-Штаєрмарк - Нідервельц - Обервельц-Штадт - Обервельц-Умгебунг - Перхау-ам-Заттель - Предліц-Туррах - Рантен | - Рінегг - Санкт-Блазен - Санкт-Георген-об-Мурау - Санкт-Ламбрехт - Санкт-Лоренцен-бай-Шайфлінг - Санкт-Марайн-бай-Ноймаркт - Санкт-Петер-ам-Каммерсберг - Санкт-Рупрехт-Фалькендорф - Шайфлінг - Шедер - Шенберг-Лахталь - Штадль-ан-дер-Мур - Штольцальпе - Тойфенбах - Трібендорф - Вінклерн-бай-Обервельц - Цойчах |

Біля розміщено Дюрнштайн-ін-дер-Штаєрмарк руїни замку Дюрнштайн, біля Обервельц-Штадт Замок Ротенфелс.

## Демографія
Населення округу за роками за даними статистичного бюро Австрії

## Виноски
1. ↑  Statistik Austria. Архів оригіналу за 2 травня 2015. Процитовано 23 червня 2013.

| Австрія | Це незавершена стаття з географії Австрії. Ви можете допомогти проєкту, виправивши або дописавши її. |